# تل كوناره
تل كوناره هو موقع أثري قديم، يبعد حوالي 5 كيلومتر (3.1 ميل) جنوب غرب السليمانية في إقليم كردستان العراق، يقع على نهر تنجيرو، احتل الموقع من العصر الحجري النحاسي إلى أوائل الألفية الثانية قبل الميلاد.

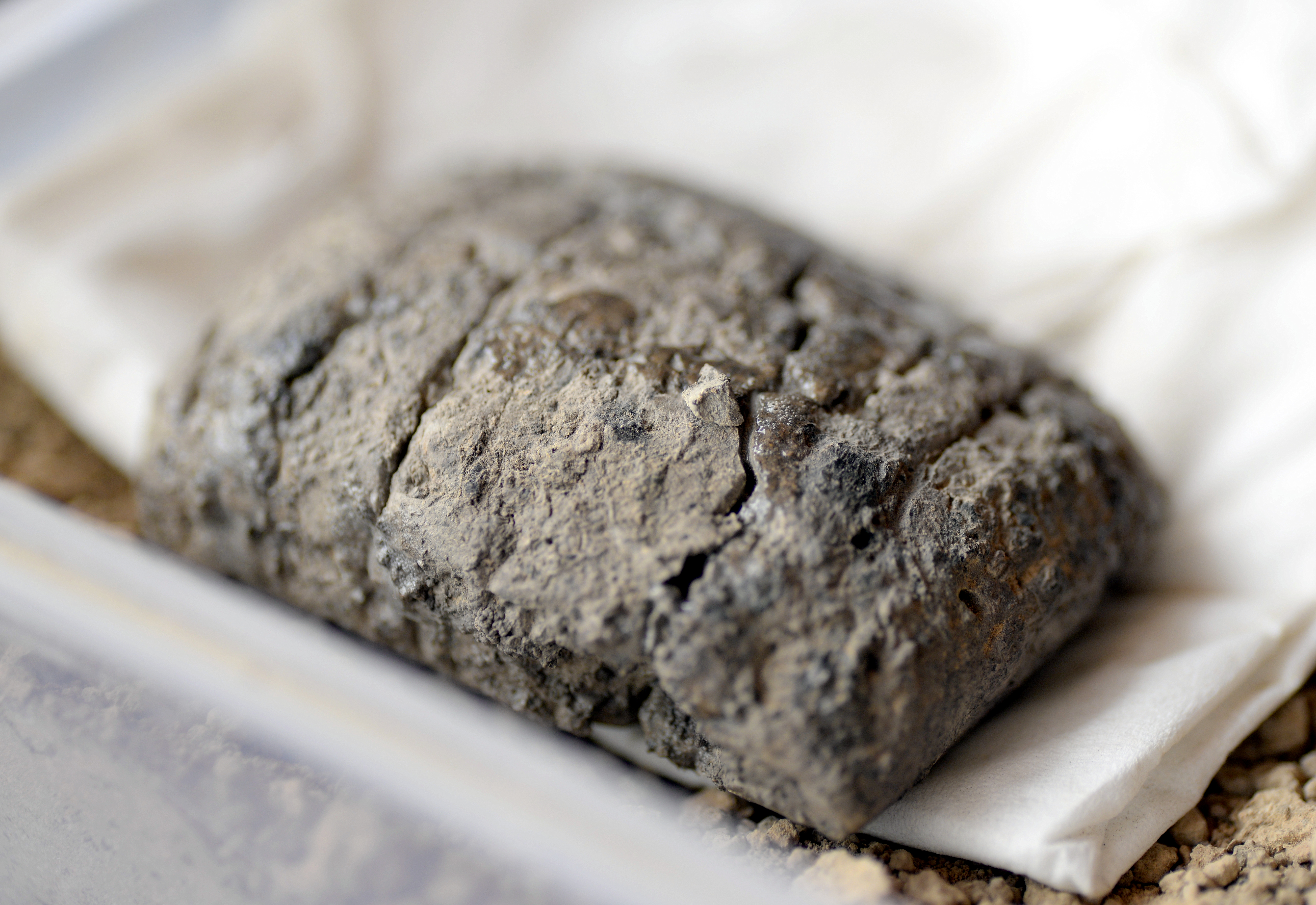
قرص طيني محفور حديثاً ومغطى بالطين لحمايته، متحف السليمانية، العراق.

## التاريخ
شُغِل الموقع في فترات من الإمبراطورية الأكدية وأور الثالثة وإيسين ولارسا، توقع المنقبون أن المدينة، بمبانيها الضخمة، كانت عاصمة ولاية لولوبيون، وكانت هناك ثلاثة مستويات مهنية، وهي:
- المستوى 1 - العصر البرونزي الوسيط (2000-1900 قبل الميلاد) (في المنطقة ج)
- المستوى 2 - نهاية العصر البرونزي المبكر (2200-2000 قبل الميلاد) (في المناطق أ و ب)
- المستوى 3 - العصر البرونزي المبكر (2350 - 2200 قبل الميلاد) (في المناطق أ و د)

تظهر الأدلة الكتابية أن المدينة كان بها حاكم ولكنه غير معروف في الوقت الحاضر.

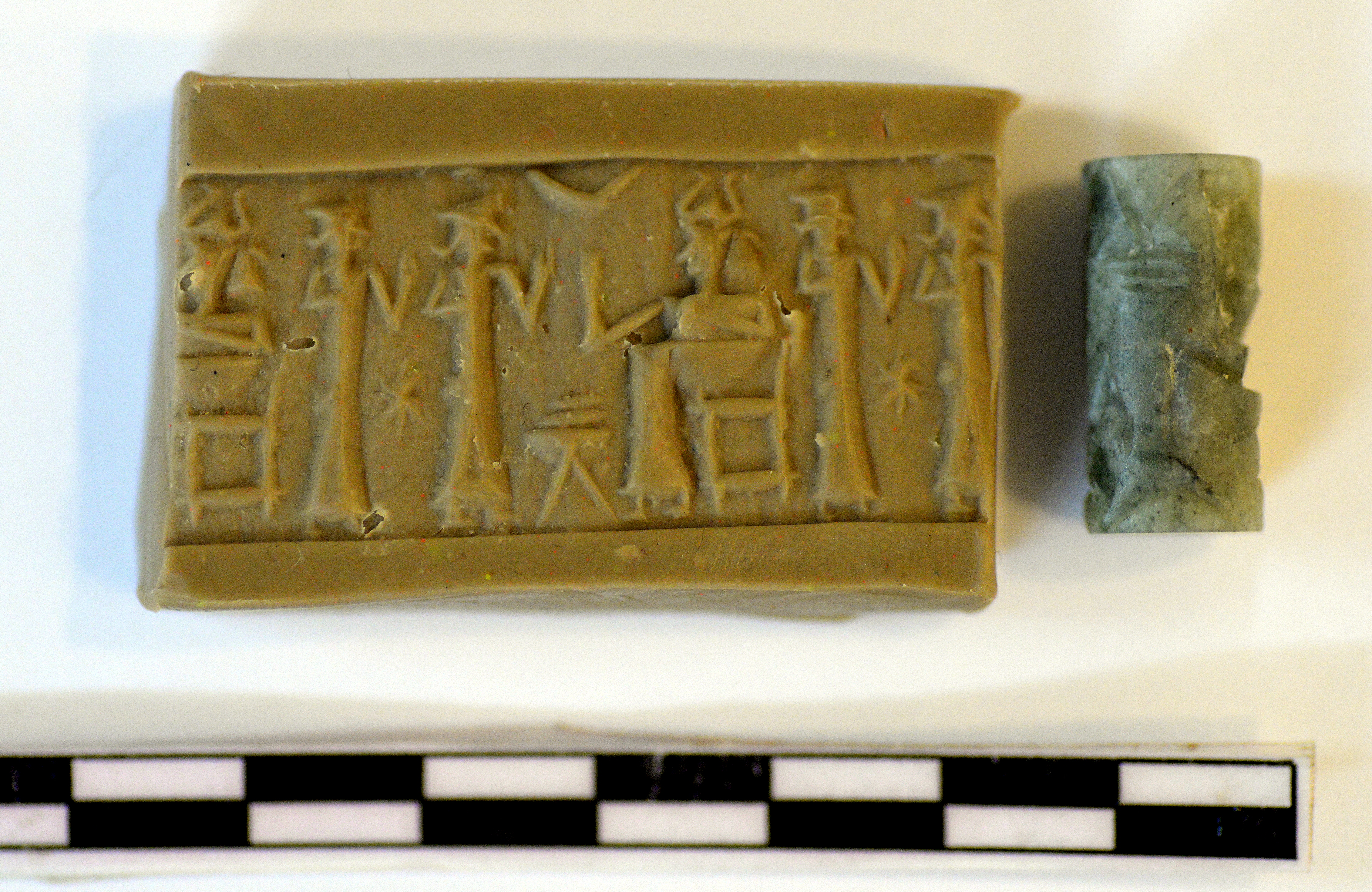
ختم اسطواني أكدي، أواخر الألفية الثالثة قبل الميلاد، في متحف السليمانية، العراق.

يتكون التل من تلين بيضاويين، الغربي أعلى من الشرقي، ويفصل بينهما طريق حديث، والتي عُينت التلة الشرقية على أنها المدينة السفلى، يمتد الموقع بشكل عام إلى حوالي 600 متر في 400 متر أو حوالي 10 هكتارات، أجرى صبري شكري زيارة للموقع لأول مرة في عام 1943 ومسحاً، وأصدر تقريرًا لمديرية الآثار العراقية بتاريخ 10 تشرين الثاني (نوفمبر) 1943.